# John E. Rogers
John E. Rogers en amerikansk astronom.
Minor Planet Center listar honom som J. E. Rogers och som upptäckare av 3 asteroider.

## Lista över upptäckta mindre planeter och asteroider
| 9883 Veecas                               | 8 oktober 1994  |
| 10168 Stony Ridge [A]                     | 4 februari 1995 |
| (55816) 1995 CO [A]                       | 4 februari 1995 |
| Upptäckt tillsammans med: A Jack B. Child |                 |